# José de Vega Pedraza
José de Vega Pedraza (ur. 30 sierpnia 1913 w Dos Barrios, zm. 16 sierpnia 1936 Fuente el Fresno) – hiszpański franciszkanin, subdiakon, męczennik chrześcijański i błogosławiony Kościoła rzymskokatolickiego.

## Biografia
Urodzony w Dos Barrios (Toledo) 30 sierpnia 1913 roku. Był synem Matiasa i Marii de las Candelas. Małżeństwo miało pięcioro dzieci. Jako dziecko José służył do mszy, był ministrantem. miał w zwyczaju klękać na głos sygnaturki informującej o momencie przeistoczenia w pobliskich kościołach, gdziekolwiek się znajdował. W Wielki Piątek w celach pokutnych przechodził na klęczkach drogę jednego kilometra. Zapytany przez swojego proboszcza o powód szczególnej modlitwy przed jednym z obrazów w kościele, miał się wyrazić, że prosi dla siebie o dar zostania franciszkaninem i męczeństwa. Za namową proboszcza zgłosił się do kolegium franciszkańskiego w Alcázar de San Juan (Ciudad Real) 9 lipca 1926 roku. Latem 1928 roku przeżył operację w rodzinnej miejscowości. Ojciec ostrzegał go, żeby nie wracał do kolegium, gdyż istnieje niebezpieczeństwo utraty życia, ze względu na narastające niepokoje społeczne. José miał wówczas odpowiedzieć, że nawet pragnie męczeństwa. Naukę w kolegium ukończył w klasztorze w La Puebla de Montalbán (Toledo).
Do nowicjatu Zakonu Braci Mniejszych wstąpił w klasztorze w Arenas de San Pedro (Ávila) 20 maja 1929 roku. Pierwsze śluby złożył 21 maja 1930 roku. Przeznaczony do stanu duchownego rozpoczął studia filozoficzne w konwencie w Pastranie (1930–1933). Studia teologiczne odbywał w Consuegra (Toledo) od września 1933 roku. Podczas studiów w Consuegra został ukarany wraz z całą grupą za brak szacunku względem wychowawcy o. Benigno Prieto. Karę zaakceptował. Profesję uroczystą złożył 17 sierpnia 1935 roku. Jesienią otrzymał tonsurę i święcenia niższe, a 6 czerwca 1936 roku w Ciudad Real został subdiakonem. Po wybuchu hiszpańskiej wojny domowej został rozstrzelany wraz ze współbraćmi z konwentu w Boca de Balondillo (Fuente el Fresno, Ciudad Real) 16 sierpnia 1936 roku.
Śmierć męczeńską podczas wojny domowej ponieśli również ojciec Matías i trzej rodzeni bracia błogosławionego. Jego siostra wstąpiła do klarysek.

## Beatyfikacja
Br. De Vega Pedraza OFM został ogłoszony błogosławionym wraz z innymi 497 męczennikami hiszpańskimi przez papieża Benedykta XVI na Placu Świętego Piotra 28 października 2007 roku. Mszy przewodniczył prefekt Kongregacji Spraw Kanonizacyjnych kardynał José Saraiva Martins.
Wspomnienie liturgiczne obchodzone jest jako obowiązkowe przez zakony franciszkańskie na terenie Hiszpanii, przypada 6 listopada.